# Brussels Hoofdstedelijk Parlement
Het Brussels Hoofdstedelijk Parlement is de volksvertegenwoordiging van het Brussels Hoofdstedelijk Gewest en zetelt in het Brussels Parlementsgebouw in Brussel. Deze assemblee is ook gekend als de Brusselse Hoofdstedelijke Raad of het Brussels Hoofdstedelijk Gewestparlement.
Het Brussels Hoofdstedelijk Parlement werd opgericht in 1989 en telt 89 leden. De samenstelling is vastgelegd in 72 Franstalige en 17 Nederlandstalige leden, die verkozen worden op aparte Franstalige en Nederlandstalige lijsten. Het Vlaamse en Waalse Gewest werden reeds in 1980 opgericht, maar door onenigheid over de invulling van het Brussels gewest vond de installatie pas negen jaar later plaats. De eerste verkiezingen voor de aanwijzing van de leden van het parlement hadden plaats op 18 juni 1989; de tweede verkiezingen vonden tegelijk met de verkiezingen voor het federale parlement plaats op 21 mei 1995; de derde verkiezingen hadden plaats op 13 juni 1999, en sindsdien om de vijf jaar.
Oorspronkelijk telde het parlement 75 leden en was er geen vaste verdeelsleutel voor het aantal Vlaamse en Franstalige zetels. Omdat het kiesresultaat van de Vlaamse partijen in dalende lijn was en onder een kritische drempel dreigde te komen werd bij het Lambermontakkoord de huidige regeling ingevoerd.
De Nederlandstalige leden van het parlement vormen de Raad van de Vlaamse Gemeenschapscommissie, de Franstalige leden de Raad van de Franse Gemeenschapscommissie.

## Bevoegdheden
Het parlement is de eigen vergadering van de volksvertegenwoordigers van de Brusselaars. Het legt de spelregels voor het openbaar bestuur in het gewest Brussel vast in ordonnanties, binnen de beperkingen van de Brusselse bijzondere wetgeving én van de Belgische grondwet. Het keurt elk jaar de begroting goed en controleert de werking van de Brusselse gewestregering. In praktijk domineert de Brusselse Hoofdstedelijke Regering evenwel het Brusselse bestuur.
Het gewest is bevoegd voor uiteenlopende taken van openbare dienstverlening in gewestaangelegenheden:
- de ruimtelijke ordening, de stedenbouw, de stadsvernieuwing, de verkrijging, aanleg en uitrusting van gronden voor industrie, ambachtswezen en diensten, de vernieuwing van afgedankte bedrijfsruimten, het grondbeleid, de bescherming van monumenten en landschappen;
- de huisvesting, met inbegrip van de sociale woningen en de middelgrote woningen;
- de openbare werken, met de wegen, de waterwegen, de havens en hun aanhorigheden;
- het gewestelijk openbaar vervoer;
- het economisch beleid en de buitenlandse handel;
- de gewestelijke aspecten van het tewerkstellingsbeleid, met de arbeidsbemiddeling en de programma's inzake wedertewerkstelling van de werklozen;
- de bescherming van het leefmilieu tegen de aantasting en de vervuiling, de bestrijding van de geluidshinder, het afvalstoffenbeleid, het toezicht op de gevaarlijke, ongezonde en hinderlijke bedrijven, de waterproductie en watervoorziening, met inbegrip van de kwaliteitsnormen, en de zuivering van afvalwater;
- de natuurbescherming en het natuurbehoud, de groene ruimten, de parken, de bossen, de jacht en de visvangst, de waterlopen;
- de gewestelijke aspecten van de energie, met onder andere de plaatselijke distributie van elektriciteit en gas, de nieuwe energiebronnen en de terugwinning van energie, het rationeel energieverbruik;
- organieke reglementering, toezicht en financiering van de lokale besturen (gemeenten, intercommunales);
- het wetenschappelijk onderzoek met betrekking tot de gewestelijke aangelegenheden;
- de internationale betrekkingen in de voormelde aangelegenheden;
- het landbouwbeleid.

De leden van het Parlement behandelen ook aangelegenheden die tot de bevoegdheid van de vroegere Brusselse agglomeratieraad behoorden, namelijk de brandbestrijding, de dringende medische hulpverlening, het ophalen en verwerken van huisvuil, de taxi's.
Recent (2008) verwierf Brussel formeel ook bevoegdheden over ontwikkelingssamenwerking en buitenlandse handel. In praktijk is deze overdracht echter nog niet uitgevoerd.
Bepaalde Brusselse overheidstaken zijn toegewezen aan gespecialiseerde instellingen zoals de Brusselse Vervoermaatschappij MIVB. Het Brussels Parlement oefent het toezicht op de werking van al deze instellingen uit.

## Beperkingen van de gewestautonomie

### Federale bevoegdheden
De autonomie van de Brusselse overheid wordt vanzelfsprekend beperkt doordat een aantal bevoegdheden en middelen federaal zijn :
- De financiering van het Brusselse gewest bestaat voor zowat 75% uit donaties van de Belgische schatkist; in de verdeling daarvan is solidariteit tussen de deelgebieden voorzien; die omvat echter ook een niet-omkeerbare component.
- Sociale zekerheid: 100% federaal (pensioenen, ziekteverzekering, invaliditeit, openbare bijstand, armoedebestrijding, arbeidsongevallen verzekering, ...).
- Spoorwegen en luchttransport.
- Economie, spoorwegen, de nationale luchthaven en energiebeleid.
- Ontwikkelingssamenwerking.
- Wetenschapsbeleid: omvangrijke delen -met name onderzoek in lucht- en ruimtevaart..

Brussel beschikt al evenmin over eigen administratieve rechtbanken, noch over eigen politiediensten. Brussel kent ook géén eigen (sub)nationaliteit. Het kan daardoor bijvoorbeeld niet zelf bepalen wie verblijfsrecht krijgt tot Vlaanderen, noch wie stemrecht voor Brusselse verkiezingen geniet.
Financieel is het gewicht van het Brussels parlement en de regering dus gering: zij controleren slechts procenten van de globale belastingdruk op de Brusselse burgers en bedrijven. De 19 gemeenten wegen eveneens voor wat procenten.

### Gemeenschapsbevoegdheden
De gemeenschappen zijn in Brussel bevoegd voor uitgebreide domeinen:
- Onderwijs.
- Welzijn, met o.a. Kinderopvang.
- Cultuurbeleid.
- Ontwikkelingssamenwerking met betrekking tot onderwijs, cultuur, et cetera.

Voor deze gemeenschapsmaterie zijn de gemeenschapscommissies in zekere mate bevoegd, hetzij als uitvoerend bestuur (VGC), hetzij als autonoom bestuur met regelgevende en uitvoerende competentie (COCOF).

## Gebouw
Het parlement is gevestigd in het huis van de Limminghe aan de Lombardstraat, genoemd naar Charles Van den Berghe de Limminghe.
Het gebouw deed dienst als zetel van het provinciebestuur van Brabant en als residentie van de gouverneur. Toen de provincie Brabant per 1 januari 1995 gesplitst werd, droeg de Belgische Staat het over aan het Brussels Hoofdstedelijk Gewest, dat het zijn huidige functie gaf.

## Voorzitters
Hieronder volgt een lijst van voorzitters van het Brussels Hoofdstedelijk Parlement. Van 1989 tot 2006 heette dit nog de Raad van het Brussels Hoofdstedelijk Gewest.
| Volgorde | Naam                    | Ambtsperiode                | Partij | Partij |
| -------- | ----------------------- | --------------------------- | ------ | ------ |
| 1        | Edouard Poullet         | 12 juli 1989 - 21 mei 1995  |        | PSC    |
| 2        | Armand De Decker        | 23 juni 1995 - 13 juni 1999 |        | PRL    |
| 3        | Magda De Galan          | 14 juli 1999 - 13 juni 2004 |        | PS     |
| 4        | Éric Tomas              | 19 juli 2004 - 7 juni 2009  |        | PS     |
| 5        | Françoise Dupuis        | 16 juli 2009 - 25 mei 2014  |        | PS     |
| 6        | Charles Picqué          | 10 juni 2014 - 26 mei 2019  |        | PS     |
| 7        | Rachid Madrane          | 18 juli 2019 - 9 juni 2024  |        | PS     |
| 8        | Bertin Mampaka Mankamba | 26 juni 2024 - heden        |        | MR     |

## Zetelverdeling
De zetelverdeling gebeurt in één kiesdistrict, er zijn 89 zetels te verdelen (tot 1999 82, van 1999 tot 2004 75). Voor een regering dient in beide taalgroepen een meerderheid gevormd te worden. Tot 1999 was dit aan Nederlandstalige kant 7 en aan Franstalige kant 35. Van 1999 tot 2004 was dit 6 aan Nederlandstalige en 33 aan Franstalige kant. Sedert 2004 is dit 9 aan Nederlandstalige en 37 aan Franstalige kant.